# Nicholas Saul
Nicholas Saul (* 27. Juni 1953) ist ein britischer Germanist.

## Leben
Er war Research Fellow in Cambridge (1981), dann Lecturer, Fellow und Senior Lecturer am Trinity College Dublin (1982–1998), dann Professor in Liverpool (1998–2003), dann Professor in Durham (seit 2003).
Seine Forschungsinteressen sind Evolutionismen in der germanischen Kultur, neuere deutsche Literatur, insbesondere Friedrich von Hardenberg (Novalis), Hugo von Hofmannsthal, Wilhelm Jensen, Carl Hauptmann und Wilhelm Karl Eduard Bölsche, Intertextualität und Interdiskursivität, deutscher Orientalismus, insbesondere Deutsch-Roma-Beziehungen, Darstellung des Todes in der Literatur und Literatur und Wissenschaft, Kognitionswissenschaft, Systemtheorie.

## Schriften (Auswahl)
- History and poetry in Novalis and in the tradition of the German Enlightenment. London 1984, ISBN 0-85457-121-3.
- „Prediger der neuen romantischen Clique“. Zur Interaktion von Romantik und Homiletik um 1800. Würzburg 1999, ISBN 3-8260-1749-8.
- Gypsies and Orientalism in German Literature and anthropology of the long nineteenth century. New York 2007, ISBN 1-900755-88-2.
- Interrogations of evolutionism in German literature 1859–2011. Leiden 2021, ISBN 978-90-04-42706-8.